# Grigorij Gamburg
Grigorij (German) Siemionowicz Gamburg (ros. Григорий (Герман) Семёнович Гамбург; ur. 9 października 1900 w Warszawie, zm. 28 października 1967 w Moskwie) – radziecki skrzypek i kompozytor. Zasłużony Działacz Sztuk RFSRR (1965).

## Wybrana muzyka filmowa
- 1932: Czarny i biały[1]